# شخصیت حقوقی (کسب‌وکار)
شخصیت حقوقی (لاتین: persona) عبارت از مجموعه اموال یا اشخاص است، که برای تحقق هدفی معین و مطابق ضوابط یا تشریفات خاصی شکل یافته و صلاحیت دارا شدن حقوق و تکالیف مستقل را دارد.